# Conus tristensis
Espèce
Conus tristensis est une espèce de mollusques gastéropodes marins de la famille des Conidae.
Comme toutes les espèces du genre Conus, ces escargots sont prédateurs et venimeux. Ils sont capables de « piquer » les humains et doivent donc être manipulés avec précaution, voire pas du tout.

## Description
Description originale : Coquille trapue avec un corps comprimé, large à travers l'épaule et se rétrécissant rapidement vers l'extrémité antérieure ; épaule fortement angulaire, légèrement carénée ; spire basse, aplatie ; verticilles du corps sculptés avec 18 cordons spiralés proéminents et en relief ; cordons spiralés pustulés ; verticilles de la spire sculptés avec six sillons spiralés incisés ; couleur de la coquille blanc pur avec de petites flammules éparses brun-orange pâle ; verticilles spiraux avec des flammules brunes amorphes régulièrement espacées ; verticilles précoces orange pâle ; périostracum épais, avec des rangées de poils dressés qui correspondent aux cordons surélevés et pustulés sur le verticille du corps."

La taille de la coquille varie entre 29 mm et 37 mm.

## Distribution
Locus typicus : "Au large de Tucacas, Carabobo, Golfo de Triste, Venezuela."

Cette espèce marine est présente dans la mer des Caraïbes au large de la Colombie et du Venezuela.

## Taxonomie

### Publication originale
L'espèce Conus tristensis a été décrite pour la première fois en 1987 par le malacologiste américain Edward James Petuch (d) dans « Charlottesville, Virginia: The Coastal Education and Research Foundation »,.

### Synonymes
- Conus (Dauciconus) tristensis Petuch, 1987 · appellation alternative
- Gradiconus tristensis (Petuch, 1987) · non accepté